# Hedaru
Hedaru è una circoscrizione mista (mixed ward) della Tanzania situata nel distretto di Same, regione del Kilimangiaro. Conta una popolazione di 18 476 abitanti (censimento 2012).